# Georg Keppler
Georg Keppler (7 de mayo de 1894 - 16 de junio de 1966) fue un comandante de alto rango de las Waffen-SS durante la II Guerra Mundial. Comandó la División SS Das Reich, la División SS Totenkopf, el I Cuerpo SS Panzer, el III Cuerpo SS Panzer y el XVIII Cuerpo SS del Ejército.

## Biografía
Georg Keppler ingresó en el ejército en 1913 y tomó parte en la I Guerra Mundial. Entre 1920 y 1934, Keppler fue oficial de policía. En 1935 se unió a las fuerzas paramilitares del Partido Nazi, SS-Verfügungstruppe, liderando eventualmente un batallón en el regimiento ”Deutschland”. En septiembre de 1938, después del Anschluss, Keppler fue promovido al mando del recién creado regimiento “Der Führer”, convirtiéndose en componente de la División del SS-Verfügungs. Keppler sirvió como comandante del regimiento Der Führer a lo largo de la invasión de Francia, la campaña balcánica y la Operación Barbarroja. En agosto de 1940, Keppler fue galardonado con la Cruz de Caballero de la Cruz de Hierro. El 15 de julio de 1941, sustituyendo al herido Theodor Eicke asumió el mando de la División SS Totenkopf. Luego pasó a comandar la División SS Nord y la División SS Das Reich.
Desde febrero de 1943, Keppler asumió varios puestos administrativos dentro de las Waffen-SS. En agosto de 1944, se le dio una asignación de campo como comandante del I Cuerpo SS Panzer, que lideró hasta octubre de 1944, durante las últimas etapas de la batalla de Normandía. Después retornó al frente oriental, donde asumió el control del III Cuerpo Panzer. Permaneció con esta unidad hasta el 2 de abril de 1945. Después de la guerra Keppler fue apresado; fue liberado en 1948. Keppler murió en 1966.

## Condecoraciones
- Cruz de Caballero de la Cruz de Hierro el 15 de agosto de 1940 como SS-Oberführer y comandante del SS-Standarte "Der Führer".[1]